# 1973年香港市政局選舉
1973年香港市政局選舉於1973年3月7日舉行，改選12個市政局民選議員中的7席。
今屆比上屆多了兩個民選議席，有8,675個合資格選民投票，投票率為27.64%。政府在香港和九龍兩個地區分別設立四個和六個票站。香港有：香港大會堂、英皇書院、軒尼詩道官立小學和北角官立小學。九龍區有：九龍公眾碼頭、伊利沙伯中學、九龍工業學校、巴富街官立小學、新蒲崗官立小學和觀塘官立小學。
革新會在選舉中贏出4席，公民協會則贏出3席。由於革新會的黃品卓奪得最後一個席位，因此他的任期只有兩年，在1975年時就要跟其餘五個在1973年香港市政局選舉勝出的5個民選議員一同改選。1974年，黃品卓和錢世年均退出革新會。

## 選舉結果
| 候選人     | 所得票數 | 政治聯繫 |
| ---------- | -------- | -------- |
| 貝納祺     | 6,124    | 革新會   |
| 胡鴻烈     | 5,920    | 革新會   |
| 陳子鈞     | 5,274    | 公民協會 |
| 錢世年     | 4,556    | 革新會   |
| 鄒偉雄     | 4,533    | 公民協會 |
| 蔡國楨     | 4,482    | 公民協會 |
| 黃品卓     | 4,040    | 革新會   |
| 程德智     | 3,395    | 公民協會 |
| 王幸利     | 3,228    | 公民協會 |
| 貝納祺夫人 | 2,516    | 革新會   |
| 黎兆霖     | 1,443    | 革新會   |
| 楊緝甫     | 1,110    | 革新會   |